# Лашэвэй, Ник
Ник Лашэвэй (англ. Nick Lashaway, 24 марта 1988 года, Вашингтон, США — 8 мая 2016 года, Фреймингхем, США) — американский актёр.

## Биография

### Карьера
Ник Лашэвэй был известен своими ролями в сериале «Девчонки» и фильмах «Сорокалетний девственник» и «Секретные материалы: Борьба за будущее». Также актёр сыграл в «Последней песне» с Майли Сайрус в главной роли, где изобразил лидера банды головорезов. Помимо этого Ник сыграл Брэндона О’Нила в фильме Уэса Крэйвена «Забери мою душу» в 2010 году вместе с Максом Тириотом.

### Смерть
8 мая 2016 года Лашэвэй погиб в автокатастрофе во Фреймингхеме, штат Массачусетс.

## Фильмография
| Год  |   | Русское название                       | Оригинальное название      | Роль                        |
| ---- | - | -------------------------------------- | -------------------------- | --------------------------- |
| 1998 | с | Секретные материалы: Борьба за будущее | The X-Files                | Фокс Малдер в детстве       |
| 2003 | с | 8 простых правил                       | 8 Simple Rules             | мальчик (1 эпизод)          |
| 2004 | с | Переходный возраст                     | Life as We Know It         | Кристофер Флинн (3 эпизода) |
| 2005 | ф | Сорокалетний девственник               | The 40-Year-Old Virgin     | Мальчик в поликлинике       |
| 2007 | ф | Пирог унижения                         | Humble Pie                 | Шон                         |
| 2007 | ф | Упаковщик                              | National Lampoon's Bag Boy | Эйс                         |
| 2007 | с | Офис                                   | The Office                 | Телепродавец                |
| 2010 | ф | Последняя песня                        | The Last Song              | Маркус                      |
| 2010 | ф | —                                      | Deal O'Neal                | Томми О'Нил                 |
| 2010 | ф | Забери мою душу                        | My Soul to Take            | Брэндон О'Нил               |
| 2011 | ф | Маленький убийца                       | Little Murder              | Том Литтл                   |
| 2011 | ф | Время                                  | In Time                    | Экман                       |
| 2013 | с | Девчонки                               | Girls                      | Фрэнк                       |
| 2016 | ф | —                                      | Prayer Never Fails         | Эйдан Пол                   |